# Nicolò Donà (patriarca)
Nicolò Donà (cognome italianizzato in Donato o Donati; Venezia, 1434 – Cividale del Friuli, 3 settembre 1497) è stato un patriarca cattolico italiano, patriarca di Aquileia dal 1493 al 1497.

## Biografia

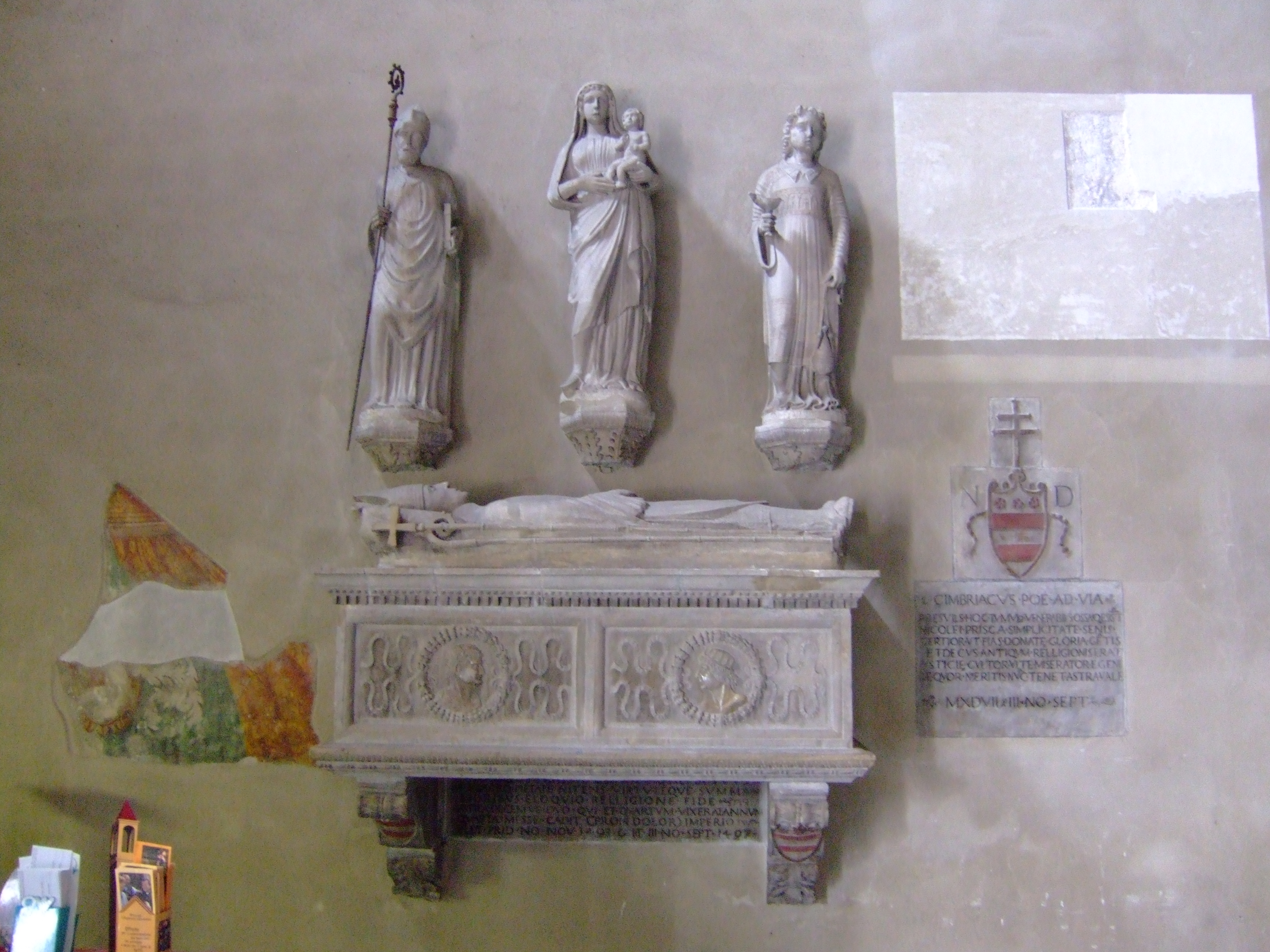
Monumento funebre nel Duomo di Cividale del Friuli.

Figlio di patrizi, nacque da Bernardo di Maffeo Donà, uomo ricchissimo e di grandi possibilità economiche, e da Lucia di Giovanni Loredan. Il padre percorse una prestigiosa carriera politica, che aiutò notevolmente l'ascesa di Nicolò e quella dei suoi numerosi fratelli.
Dopo aver conseguito dunque il dottorato in diritto canonico, risulta che il 28 novembre 1464 fosse primicerio della chiesa di San Marco a Candia, poiché si candidò come patriarca di Aquileia, ma la sua proposta fu però respinta; tentò nuovamente l'8 aprile 1466, dopo la morte del patriarca Ludovico Scarampi Mezzarota, sempre con esito negativo; lo stesso giorno cercò di ottenere, in subordine, il vescovado di Treviso, vacante per la morte di Teodoro de Lellis, fu scelto, invece, il canonico Francesco Barozzi.
Dopo questi insuccessi Nicolò Donato soggiornò a Roma per un certo periodo, come risulta da un documento del 1477, riuscendo ad ottenere il titolo di protonotaro, mentre a Venezia i suoi famigliari cercavano appoggi per candidarlo a cariche importanti, come ricorda lo stesso Nicolò nel suo testamento.
Finalmente il 7 giugno 1479 riuscì a conseguire la nomina a vescovo di Limisso, nell'isola di Cipro, dopo l'esborso di ben 1.000 fiorini.
Successivamente, alla morte di Marco Barbo, fu scelto come patriarca di Aquileia dal Senato veneto in contrapposizione a Ermolao Barbaro, nominato dal papa Innocenzo VIII. Ne derivò una situazione di stallo, durante la quale la diocesi patriarcale fu amministrata da Giacomo Valaresso (anche Valleresso), vescovo di Capodistria, con il titolo di Governatore generale.
La morte del Barbaro nel 1493  risolse la questione ed il papa Alessandro VI
ratificò la nomina di Donato, che nel 1495 riportò la sede patriarcale a Cividale. Inoltre, finanziò la ricostruzione del Duomo di Cividale del Friuli, i cui lavori erano fermi da alcuni anni.
Nel 1495 scelse come proprio suffraganeo (vescovo ausiliare) Sebastiano Nascimbeni, vescovo titolare di Cunavia.
Morì all'improvviso a Cividale del Friuli il 3 settembre 1497.